# En svensk tiger
La frase en svensk tiger era uno slogan della propaganda bellica svedese durante la seconda guerra mondiale. Lo scopo del motto era quello di ridurre il rischio che i cittadini fornissero, involontariamente, informazioni alle spie che in quel periodo si trovavano in Svezia.

## Spiegazione del motto
In svedese la parola svensk indica sia il nome che l'aggettivo "svedese" mentre tiger può voler dire sia "tigre" che "rimanere in silenzio" (tempo presente del verbo tiga), creando quindi il gioco di parole fra il doppio significato "una tigre svedese" e "uno svedese rimane zitto". La frase è analoga al motto "loose lips sink ships", ossia "le labbra che si aprono affondano le navi", diffuso dalla propaganda bellica statunitense.
Un altro gioco di parole che fa il verso al motto è la frase en Svensk Teg, che può essere letta sia come uno svedese rimase in silenzio ma anche un campo svedese, poiché la parola teg è sia il passato del verbo tiga che un termine arcaico per indicare un campo.

## Creazione e uso
Il famoso poster utilizzato per la campagna propagandistica fu creato da Bertil Almqvist, nel 1941, dietro incarico dello Statens informationsstyrelse ("commissione nazionale per l'informazione"). Il poster divenne l'elemento fondamentale della Vaksamhetskampanjen "campagna di vigilanza" avviata nello stesso anno al fine di spingere i cittadini alla riservatezza verso gli stranieri.

## Battaglia legale
Alla morte di Almqvist, nel 1972, i diritti d'autore sul poster e sul logo furono trasferiti al museo Beredskapsmuseet. Nel 2008, dopo una battaglia legale durata 11 anni, l'esercito svedese fu costretto a versare la cifra di 400 000 corone al museo per aver continuato a usare logo e manifesto senza permesso.